# Joseph Aloys Kilian
Joseph Aloys (Alois) Kilian (* 8. August 1790 in Mainz; † 10. Juni 1851 in Darmstadt) war Abgeordneter der Zweiten Kammer der Landstände des Großherzogtums Hessen und Justizminister in der Regierung des Großherzogtums Hessen.

## Familie
Joseph Aloys Kilian war der Sohn des Kanzlisten Gerion Kilian und dessen Frau Maria Anna geborene Göpfert. Die Familie war römisch-katholischer Konfession.
Joseph Aloys Kilianheiratete zwei Mal:

1.) 1815 Anna Maria von Hauser zu Wildsdorf. Die Ehe wurde 1832 geschieden.

2.) Julie Marie von der Marck (1812–1870).

## Karriere
Joseph Aloys Kilian studierte Rechtswissenschaft und wurde 1824 Ergänzungsrichter am Obergericht Mainz und noch im selben Jahr Obergerichtsrat Mainz. 1830 wurde er Generaladvokat am Obergericht Mainz, 1831 Präsident des Kreisgerichts Mainz. 1838 wurde er Mitglied und Rat im Oberappellations- und Kassationsgericht Darmstadt. 1839 wechselte er als Generalstaatsprokurator, also oberster Staatsanwalt des Großherzogtums Hessen in die Staatsanwaltschaft. 1842 war er Vertreter des zweiten Mitglieds der Direktion der Staatsschulden-Tilgungskasse.
Im 9. bis 11. Landtag (1841–1848) war er Abgeordneter in der Zweiten Kammer der Landstände. Hier vertrat er den Wahlbezirk Rheinhessen 5/Nieder-Olm – Bretzenheim. 1847 bis 1848 war er Vizepräsident der Kammer. Er vertrat in den Ständen liberale Positionen.
Im Zuge der Revolution von 1848 im Großherzogtum Hessen wurde ein Justizministerium aus dem Innenministerium herausgetrennt. Joseph Aloys Kilian wurde am 14. März 1848 zum ersten Justizminister des Großherzogtums Hessen ernannt, der nicht auch zugleich Innenminister war. Er verblieb aber nur wenig mehr als ein Jahr in diesem Amt und war dann ab Mitte 1849 erneut als Generalstaatsprokurator tätig. Ab 1850 war er auch Mitglied der Prüfungskommission für das Justiz- und Verwaltungsfach.
1849/50 wurde er für den Wahlbezirk 21 Bingen und Ober-Ingelheim für den 12. Landtag in die Erste Kammer der Landstände gewählt.

## Ehrungen
- 1843 Ritterkreuz des Verdienstordens Philipps des Großmütigen[1]
- 1848 Komturkreuz I. Klasse des Verdienstordens Philipps des Großmütigen[1]